# Four Nations Chess League
Die Four Nations Chess League – abgekürzt 4NCL – ist ein Mannschaftswettbewerb im Schach, an dem Teams aus den vier FIDE-Mitgliedsverbänden der britischen Inseln England, Schottland, Wales und Irland (gemeinsamer Verband der Republik Irland und Nordirlands) teilnehmen.

## Organisation

### Spielklassen
Die 4NCL ist unterteilt in die fünf Spielklassen Division 1, Division 2, Division 3 East, Division 3 West und Division 4. In der Division 1, Division 2 und beiden Gruppen der Division 3 spielen jeweils 12 Mannschaften, in der Division 4 alle übrigen gemeldeten Mannschaften.

### Reglement
In den beiden höchsten Spielklassen wird mit Achtermannschaften gespielt, in der Division 3 und der Division 4 mit Sechsermannschaften. In der Division 1 und Division 2 müssen in jedem Wettkampf mindestens ein männlicher Spieler und mindestens eine weibliche Spielerin aufgestellt werden.
Die Aufstellung kann frei gewählt werden, allerdings darf ein Spieler nicht an einem höheren Brett spielen als ein Mannschaftsmitglied, das über 100 Elopunkte mehr hat. Außerdem darf während der Saison ein Spieler eingesetzt werden, der zu Saisonbeginn noch nicht gemeldet wurde. In den entscheidenden Spielen können sich Mannschaften daher, für ihre Gegner überraschend, verstärken.
In den Divisions 1, 2 und beiden Gruppen der Division 3 wird ein einfaches Rundenturnier gespielt, in der Division 4 werden 11 Runden Schweizer System gespielt. Aus der Division 1 steigen drei Mannschaften ab, aus der Division 2 steigen drei Mannschaften auf und vier ab. Aus beiden Gruppen der Division 3 steigen je zwei Mannschaften auf und ab, aus der Division 4 steigen vier Mannschaften auf. Über die Platzierung entscheidet zunächst die Zahl der Mannschaftspunkte (2 Punkte für einen Sieg, 1 Punkt für ein Unentschieden, 0 Punkte für eine Niederlage), anschließend die Zahl der Brettpunkte (1 Punkt für einen Sieg, 0,5 Punkte für ein Remis, 0 Punkte für eine Niederlage, −0,5 Punkte für eine rechtzeitig vorangekündigte kampflose Niederlage, −1 Punkt für eine nicht rechtzeitig vorangekündigte kampflose Niederlage).
In den beiden höchsten Klassen darf ein Verein mit maximal zwei Mannschaften pro Klasse vertreten sein, in der Division 3 ist die Zahl der Mannschaften eines Vereins nicht begrenzt.

## Geschichte
Initiiert wurde der Wettbewerb 1993 von Chris Dunworth, die erste Saison 1993/94 fand mit sechs Mannschaften statt. Bis zur Saison 1996/97 wurde in einer einzigen Spielklasse gespielt (1993/94 mit 6, 1994/95 mit 12, 1995/96 mit 14 und 1996/97 mit 18 Mannschaften), zur Saison 1997/98 wurde die 4 NCL in die Division 1 und Division 2 unterteilt und die Zahl der Mannschaften in der Division 1 auf 12 festgelegt. Zur Saison 2000/01 wurde die Division 3 eingeführt und auch die Stärke der Division 2 auf 12 Mannschaften festgelegt. Zur Saison 2002/03 wurde die Division 4 eingeführt und auch die Stärke der Division 3 auf 12 Mannschaften festgelegt. Zur Saison 2008/09 wurden Division 1 und Division 2 auf je 16 Mannschaften aufgestockt und gleichzeitig Division 3 und Division 4 zu einer Klasse zusammengefasst. Nachdem die Saison 2019/20 wegen der COVID-19-Pandemie ohne Auf- und Abstieg abgebrochen wurde, wurde beschlossen, die Ligastärke der Division 1, der Division 2 und beider Staffeln der Division 3 zur Saison 2022/23 auf 12 festzulegen. Die Saison 2021/22 wurde in zwei Ligaebenen ausgetragen. Die Mannschaften, die in der Saison 2019/20 in der Division 1 oder Division 2 vertreten waren, spielten in der Division 1/2 12 Startplätze der Division 1 und 9 der 12 Startplätze der Division 2 aus. Die übrigen Mannschaften spielten in drei Parallelgruppen der Division 3 drei Aufstiegsplätze zur Division 2 und die übrigen Startplätze der Division 3 aus.  

## Gewinner der 4NCL
- 1993/94 Invicta Knights
- 1994/95 Midland Monarchs
- 1995/96 Slough
- 1996/97 Midland Monarchs
- 1997/98 Midland Monarchs
- 1998/99 Slough
- 1999/2000 Slough
- 2000/01 Beeson Gregory
- 2001/02 Beeson Gregory
- 2002/03 Wood Green
- 2003/04 Guildford A&DC
- 2004/05 Wood Green
- 2005/06 Wood Green
- 2006/07 Guildford A&DC
- 2007/08 Guildford A&DC
- 2008/09 Wood Green Hilsmark Kingfisher
- 2009/10 Wood Green Hilsmark Kingfisher
- 2010/11 Pride & Prejudice
- 2011/12 Wood Green Hilsmark
- 2012/13 Guildford A&DC
- 2013/14 Guildford A&DC
- 2014/15 Guildford A&DC
- 2015/16 Guildford A&DC
- 2016/17 Guildford A&DC
- 2017/18 Guildford A&DC
- 2018/19 Guildford A&DC
- 2019/20 wegen der COVID-19-Pandemie abgebrochen
- 2020/21 wegen der COVID-19-Pandemie ausgefallen
- 2021/22 Chess.com Manx Liberty
- 2022/23 Chess.com Manx Liberty